# 사랑의 요리사
사랑의 요리사(Les Mille Et Une Recettes Du Cuisinier Amoureux, A Chef In Love)는 조지아에서 제작된 나나 조르자제 감독의 1996년 코미디 영화이다. 피에르 리샤르 등이 주연으로 출연하였다.

## 출연

### 주연
- 피에르 리샤르
- 미셸린 프레슬
- 니노 키르타제
- 장 이브 고티어
- 라마즈 치크바즈

### 조연
- 알렉산드르 바루예프
- 다니엘 다리유
- 블라디미르 일린

## 제작진
- 미술: Vakhtang Rurua